# Fernando Villavicencio
Fernando Alcibiades Villavicencio Valencia (Alausí, 11 ottobre 1963 – Quito, 9 agosto 2023) è stato un politico e giornalista ecuadoriano, membro dell'Assemblea nazionale dal 7 febbraio 2021 fino allo scioglimento il 17 maggio 2023 e candidato alla Presidenza dell'Ecuador nelle elezioni generali del 2023.
Prima della sua carriera politica, era un giornalista investigativo che si occupava di corruzione e violenza in Ecuador. Critico dell'ex presidente Rafael Correa, Villavicencio era in esilio in Perù dopo problemi legali a seguito delle sue critiche pubbliche all'amministrazione Correa. Ha trascorso diversi mesi in prigione fino a quando tutte le accuse non sono state ritirate nel febbraio 2018.
Dopo essersi candidato senza successo all'Assemblea nazionale nel 2017, Villavicencio è stato eletto nel 2021, in rappresentanza del collegio elettorale nazionale. Nel maggio 2023, ha annunciato la sua candidatura presidenziale per le elezioni generali di quell'anno.
Villavicencio è stato assassinato il 9 agosto 2023 durante una manifestazione elettorale a Quito.

## Biografia
Villavicencio nacque ad Alausí, in Ecuador. Ha studiato giornalismo e comunicazione presso l'Università Cooperativa della Colombia. Dopo il college, è stato uno dei fondatori del partito Pachakutik nel 1995. È entrato a far parte di Petroecuador nel 1996 prima come comunicatore sociale e poi come sindacalista fino al 1999, quando è stato licenziato dal governo di Jamil Mahuad. Ha quindi aperto una pizzeria con suo fratello.

### Carriera giornalistica
Villavicencio ha iniziato la carriera giornalistica con El Universo a Guayaquil. Durante la sua carriera investigativa a El Universo, fu critico nei confronti di vari governi come quello di Gustavo Noboa che accusò di corruzione. La maggior parte del suo lavoro è stata criticata e la sua credibilità è stata messa in dubbio, a causa dell'atteggiamento conservatore del giornale.
Villavicencio è stato il primo a riferire sui registri di sicurezza dettagliati su Julian Assange che tenevano il personale e le guardie di sicurezza dell'ambasciata britannica dell'Ecuador. Nel 2015, Cynthia Viteri e Villavicencio hanno inviato documenti segreti a WikiLeaks dimostrando che l'Ecuador utilizzava una società italiana per eseguire un programma di sorveglianza che spiava giornalisti e nemici politici, oltre a spiare Julian Assange in ambasciata. Il New York Times ha riferito che i registri delle chat trapelate del 2015 mostrano che Assange e la sua cerchia ristretta erano a conoscenza dei documenti, che non sono stati pubblicati da WikiLeaks.
Nel dicembre 2018, WikiLeaks ha affermato che Villavicencio era un "fabbricante seriale", coinvolto in una storia su The Guardian in cui sosteneva che l'ex direttore della campagna di Donald Trump, Paul Manafort, aveva incontrato Assange nell'ambasciata ecuadoriana. Mentre theguardian.com ha identificato la storia come scritta solo da Dan Collyns e Luke Harding, l'edizione cartacea faceva anche il nome di Villavicencio come terzo autore.

### Carriera politica

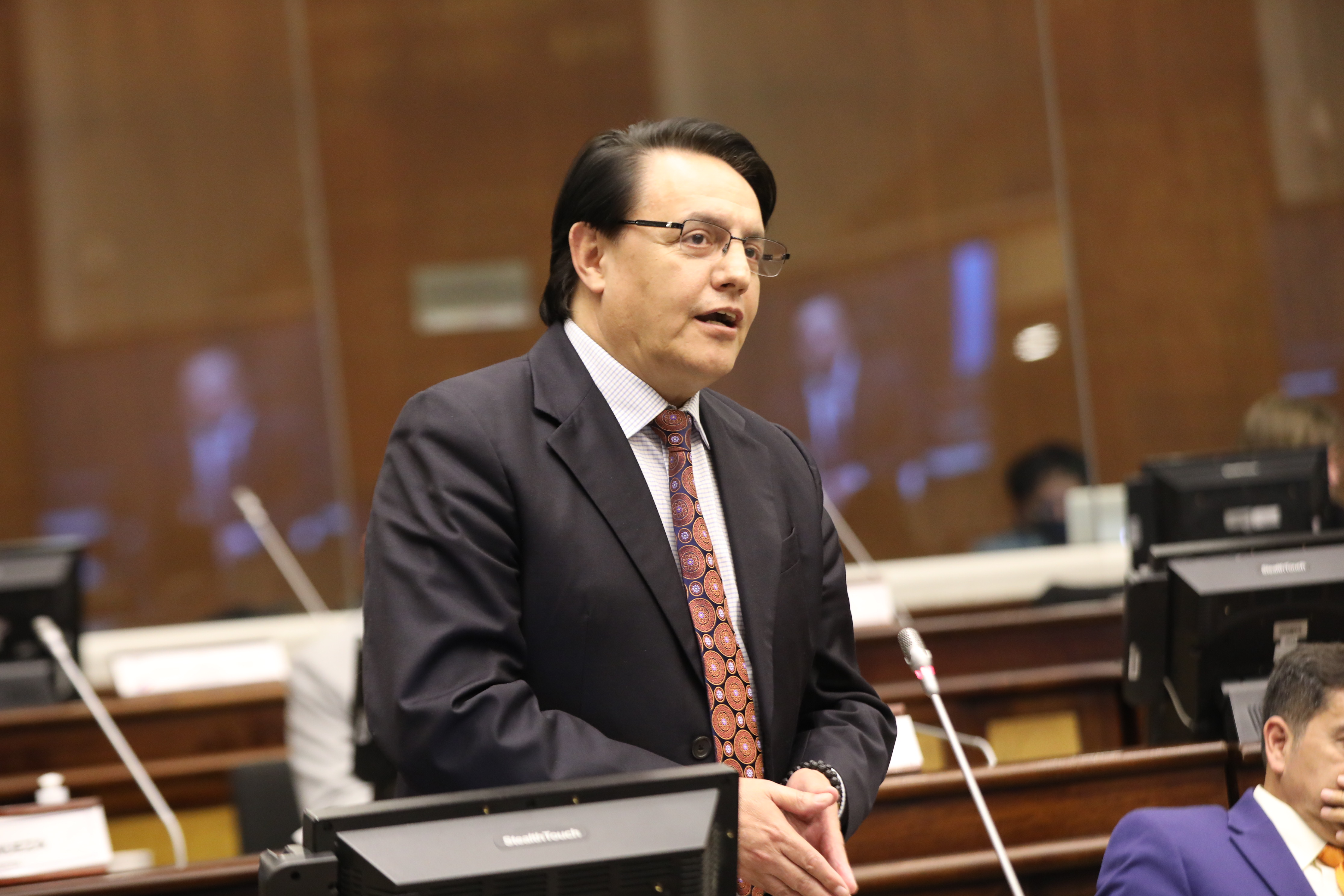
Villavicencio parla all'Assemblea Nazionale nell'aprile 2022

Durante la sessione dell'Assemblea nazionale 2013-2014, Villavicencio è stato assistente parlamentare di Cléver Jiménez.  Durante questo periodo, Jiménez e Villavicencio hanno accusato il presidente Rafael Correa di aver ordinato un'incursione armata in un ospedale durante una rivolta della polizia nel settembre 2010. Fu citato in giudizio da Correa per diffamazione e Villavicencio fu condannato a 18 mesi di carcere. Si è recato a Washington, chiedendo assistenza alla Commissione interamericana per i diritti umani, ma quando è tornato in Ecuador aveva già un mandato di cattura contro di lui. Invece di costituirsi, si è rifugiato nella regione amazzonica fino alla scadenza della pena. 

All'inizio, quando ha annunciato la sua candidatura parlamentare per le elezioni generali del 2017, la sua campagna è stata annullata a causa delle sue accuse legali.  Una volta archiviate le accuse, poté riprendere la sua campagna; tuttavia, perse le elezioni. Dopo la sconfitta, fu arrestato con l'accusa di insulto e spionaggio a seguito delle sue critiche all'amministrazione Correa.  È fuggito in Perù e durante il suo esilio tutte le accuse contro di lui furono ritirate nel febbraio 2018.
Villavicencio si è candidato nuovamente all'Assemblea nazionale nel 2021 sotto l'Honesty Alliance, questa volta conquistando un seggio per il collegio elettorale nazionale.  Nel settembre 2022, Villavicencio ha affermato di essere stato l'obiettivo di un tentativo di omicidio dopo che la sua casa di Quito sarebbe stata attaccata a colpi di arma da fuoco.
Nel maggio 2023, il suo mandato all'Assemblea nazionale si è concluso con lo scioglimento dell'Assemblea nazionale da parte del presidente Guillermo Lasso. Prima dello scioglimento, Villavicencio è stato criticato da diversi membri dell'Assemblea a causa del suo ostacolo al processo di impeachment di Lasso.

### Campagna presidenziale 2023
Poco dopo lo scioglimento dell'Assemblea nazionale, Villavicencio ha annunciato la sua candidatura alla presidenza dell'Ecuador nelle elezioni del 2023. Si è concentrato su problemi come la crescente corruzione, la violenza nel paese e la protezione dell'ambiente. Durante la campagna, ha definito l'Ecuador uno "stato narco" a causa dell'aumento della violenza legata alle bande.
Nel giugno 2023, ha nominato l'ambientalista Andrea González Nader come suo compagno di corsa nel Movimiento Construye. Il 10 giugno, la lista Villavicencio-González ha registrato la sua candidatura sotto l'Alleanza per la Costruzione del Movimento e due giorni dopo il Consiglio elettorale nazionale (CNE) ha approvato la loro candidatura. Una settimana dopo, il 16 giugno, la sua candidatura fu invece respinta per insufficienza di informazioni; tuttavia la questione è stata risolta e la sua candidatura è stata approvata quattro giorni dopo.
Un sondaggio del 9 luglio ha posto Villavicencio al quarto posto, con il 10,23%. Una settimana dopo, il 18 luglio, un sondaggio ha rilevato Villavicencio al secondo posto con il 13,2%, con l'ex deputata Luisa González al primo posto con il 26,6%.  Nell'agosto 2023, al momento del suo assassinio, Villavicencio era al 7,5%.

### Assassinio
Villavicencio è stato assassinato il 9 agosto 2023 dopo una manifestazione elettorale a Quito; il gruppo criminale "Los Lobos" ha rivendicato l'attentato.

## Vita privata
Era sposato con Verónica Sarauz, che conobbe mentre lavorava all'Assemblea nazionale. Hanno avuto cinque figli.